# Edmondsova matrika
Edmondsova matrika v teoriji grafov za uravnoteženi dvodelni graf z oznako {\displaystyle G(U,V,E)\,}, kjer sta {\displaystyle U=\{u_{1},u_{2},\dots ,u_{n}\}} in {\displaystyle V=\{v_{1},v_{2},\dots ,v_{n}\}} množici vozlišč 

je enaka
{\displaystyle A_{ij}=\left\{{\begin{array}{ll}x_{ij}&(u_{i},v_{j})\in E\\0&(u_{i},v_{j})\notin E\end{array}}\right.}
kjer so
- {\displaystyle x_{ij}\,} nedoločene vrednosti

Imenuje se po kanadskem matematiku Jacku Edmondsu (rojen 1934).
Ena izmed uporab Edmondsonove matrike za dvodelni graf je v tem, da graf omogoča polno ujemanje, če in samo, če polinom {\displaystyle \det(A_{ij}\,} ni enak nič.
Tuttejeva matrika je posplošitev Edmondsonove matrike na nedvodelne grafe.